# بابانيون
| تاريخ كردي |
| ---------- |
| جوتيوم     |
| مانيون     |
| ميديون     |
| كاردوخيون  |
| هزوانيون   |
| شداديون    |
| حسنويون    |
| عنازيون    |
| مروانيون   |
| أيوبيون    |
| بدليسيون   |
| أردلانيون  |
| بهدينانيون |
| سورانيون   |
| بابانيون   |

البابانيون كانوا أصحاب الإمارة الكردية التي عرفت بإمارة بابان (1649 - 1851) وتشير بعض المصادر إن أصولهم ترجع إلى القبائل الكردية التي كانت تقطن منطقة بَشْدَرْ في شمال العراق وإن رئيس القبيلة أحمد الفقيه استلم لقب «بَهْ بَهْ» أو «بابان» من السلطان العثماني، مكافئة لصراعهم مع الصفويين. مثل بقية الإمارات الكردية كانت حدود الإمارة ومدى استقلاليتها تتغير حسب التحالفات والضغوط الخارجية والصراعات الداخلية.
في عام 1783 أو 1781 بنى البابانيون مدينة السليمانية، وإتخذوها عاصمة لهم. وكانت علاقة هذه الإمارة متوترة مع الإمارات الكردية الأخرى مثل إمارة سوران وإمارة بوتان بالإضافة إلى صراعهم مع مماليك العراق والدولة العثمانية والقاجار الإيرانيين.
وهناك اختلاف على سبب التسمية فيعتقد البعض إنه تم العثور أثناء الحفر لبناء المدينة، على خاتم نُقش عليه اسم سليمان غير أن إبراهيم باشا بابان بلغ سليمان باشا، والي بغداد آنذاك، بأن التسمية كانت نسبة إليه أي إلى السلطان العثماني بينما يعتقد البعض الآخر ان إبراهيم باشا بابان سمى المدينة نسبة إلى والده سليمان باشا 
وامتد نفوذ إمارة بابان في البقعة الممتدة بين نهر الزاب الصغير ونهر سيروان أو مايسمى أيضا بنهر ديالى، وتشير بعض النصوص الأدبية إلى إن الإمارة كانت في فترة من الفترات مستقلة تماما عن النفوذ الفارسي والعثماني استنادا إلى قصيدة مشهورة للشاعر الكردي رضا الطالباني (1835 - 1909)، والمشهور باسم شيخ ره زاي طالباني  ولكن نفوذهم انتهى على يد العثمانيين في 1851م.
وذكر المؤرخ إبراهيم عبد الغني الدروبي في كتابه البغداديون أخبارهم ومجالسهم، إن ((أسرة بابان من الأسر الكردية في شمال العراق والمعروفة بنسبها إلى القبيلة العربية المشهورة ببني مخزوم ومنها الصحابي خالد بن الوليد، وسميت لذلك بأسرة بابان الخالدي، فهي أسرة عربية أندمجت بالمجتمع الكردي، وتولت الزعامة على كثير من العشائر الكردية في شمال العراق، وحكمت تلك الأصقاع حقبة من الزمن، وقامت بأعمال إصلاحية وعمرانية في مدن وقصبات الشمال، وذكرت بأسهاب في كتب التراجم)).
ولقد أسست هذه الأسرة الكردية الدولة البابانية التي أمتد نفوذها فشمل سهل راوندوز، وخانقين، وقصر شيرين، وزهاو، وناحية خورمال، وتولت الامارة على مناطق في شمال العراق لمدة قرنين من الزمن.

## أعلام سلالة بابان
أسرة بابان من الأسر الكردية في شمال العراق والمعروفة بنسبها إلى القبيلة العربية المشهورة ببني مخزوم ومنها الصحابي خالد بن الوليد، وسميت لذلك بأسرة بابان الخالدي، فهي أسرة عربية أندمجت بالمجتمع الكردي، وتولت الزعامة على كثير من العشائر الكردية في شمال العراق، وحكمت تلك الأصقاع حقبة من الزمن، وقامت بأعمال إصلاحية وعمرانية في مدن وقصبات الشمال، وذكرت بأسهاب في كتب التراجم.
من هذه الأسرة القائد العسكري عثمان باشا بابان، وكذلك أمجد الزهاوي مفتي بغداد، ووالدهُ العلامة الشيخ محمد فيضي الزهاوي، ورئيس الوزراء في العهد الملكي أحمد مختار بابان، والشاعر جميل صدقي الزهاوي، والشاعر إبراهيم أدهم الزهاوي، وحمدي باشا بن محمود بك المتوفي عام 1324هـ/1925م، وكان لهذه الأسرة مجالس علمية يتردد عليها الكثير من علماء بغداد، ومن هذه الأسرة العلامة عبد الله أفندي بن عبد الرحمن أفندي بن أبراهيم أفندي بابان السليماني رئيس المحكمة الشرعية في بغداد، والذي تقلد العديد من المناصب في عهد دولة الخلافة العثمانية. ولديه العديد من المؤلفات باللغة التركية والفارسية بالإضافة إلى مؤلفاته باللغة العربية، وغيرهم من أدباء وعلماء بغداد.
ولقد أسست هذه الأسرة الكردية الدولة البابانية التي أمتد نفوذها فشمل سهل راوندوز، وخانقين، وقصر شيرين، وزهاو، وناحية خورمال، وتولت الامارة على مناطق في شمال العراق لمدة قرنين من الزمن.
ومن أشهر رجالتها بابا سليمان الكبير، وعبد الرحمن باشا بابان وخضر بك بابان. والأمير إبراهيم باشا بابان الذي بنى مدينة السليمانية المشهورة في شمال العراق، وسماها باسم أبيه الأمير بابا سليمان.
ومن رجال هذه الأسرة والذي شغلوا مناصب وزارية في الحكومات العراقية أحمد مختار بابان وجمال رشيد بابان وجلال بابان ومحمود بابان؛ والكاتب والمحامي العراقي جمال بابان ووزير التخطيط العراقي علي غالب بابان.